# Авіамістечко (Київ)
Авіамісте́чко (Новосвято́шин) — місцевість у західній частині міста Києва, Святошинський район. Розташоване між залізницею Київ—Ковель, Берестейским проспектом, бульваром Академіка Вернадського і вулицею Гетьмана Кирила Розумовського. Становить частину Святошина.

## Історія
Перші багатоквартирні будинки (бульвар Академіка Вернадського, 10, 12, 14; Депутатська вулиця, 10А, 16/8; Кременецький провулок, 5; Авіаконструкторська вулиця, 7, 11/1) почали зводити в 1940 році. Квартири обладнали грубками. А в подвір'ях поставили господарські приміщення для зберігання вугілля.[джерело?] Забудову перервала Друга світова війна. 
У 1946—1950-х роках була забудована переважно приватними садибами працівників авіазаводу (тепер завод «Авіант»).  
У 1953-1954 роках відновили забудову багатоквартирних будинків (Авіаконструкторська вулиця, 13/2, Кременецький провулок, 4 і 5).
В Авіамістечку в 1957–1984 роках проживав видатний радянський авіаконструктор Олег Антонов (вулиця Олександра Оксанченка, 1).
24 квітня 2025 року Росія по Києву завдала масованого ракетного удару. За припущеннями експертів, росіяни атакували також північнокорейською балістичною ракетою KN-23 (KN-23A), якою знищили  будинок у Кременецькому провулку, 5. Загинуло 13 осіб. Ще понад 90 людей постраждали. Як повідомив начальник Київської міської військової адміністрації Тимур Ткаченко, загалом в Авіамістечку зазнали пошкодження 723 квартири у 54 багатоквартирних будинках. Рятувальники вивезли понад 2400 кубометрів зруйнованих будівельних конструкцій.
25 квітня, у день жалоби, Президент України Володимир Зеленський, посадовці та дипломати відвідали місце атаки і вшанували пам'ять загиблих.

## Зображення

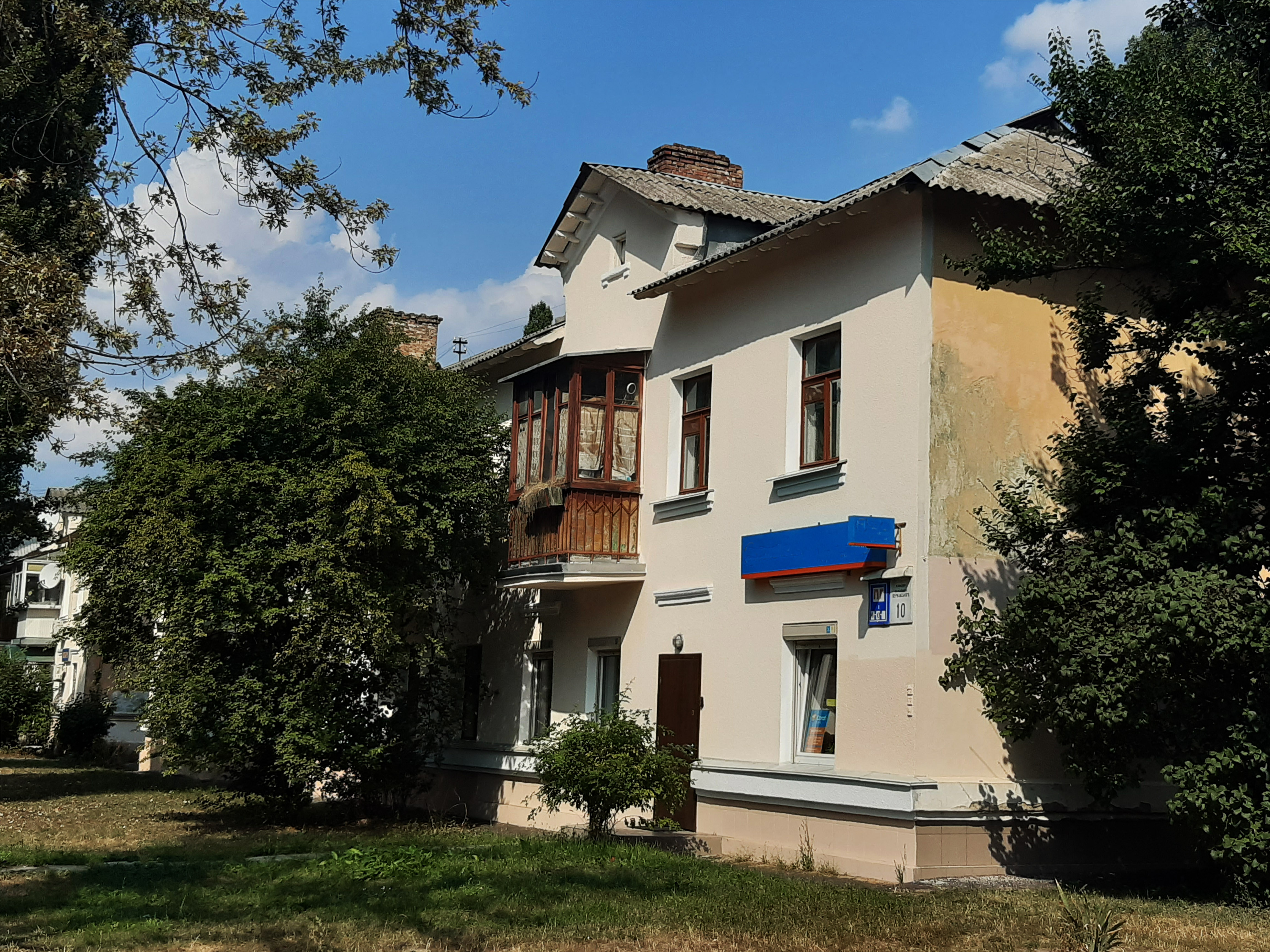
Перший багатоквартирний будинок у Авіамістечку (бульвар Академіка Вернадського, 10)
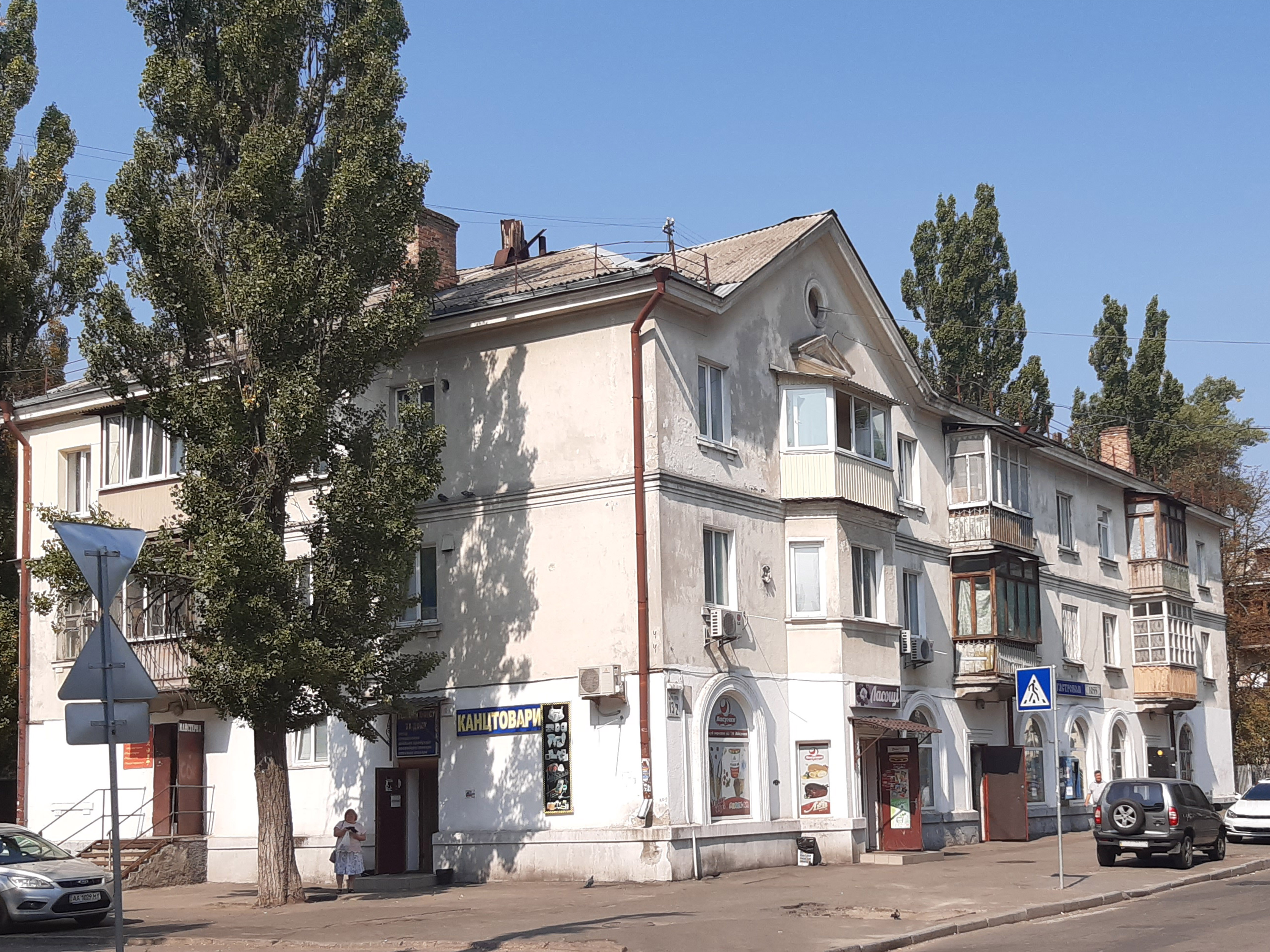
Будинок № 13/2 (1954 року) на вулиці Авіаконструкторська
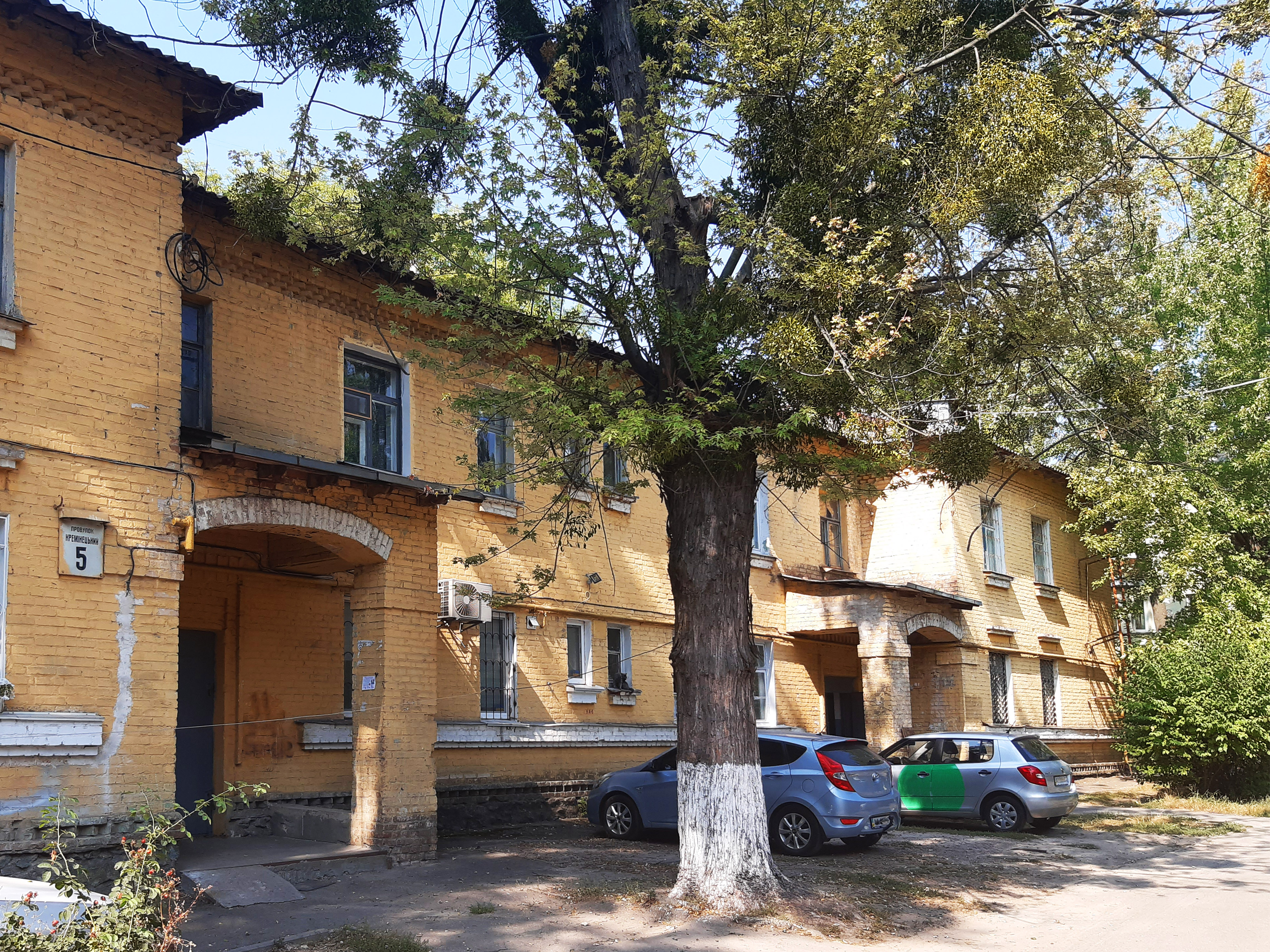
Будинок № 5 у Кременецькому провулку (зруйнований росіянами)
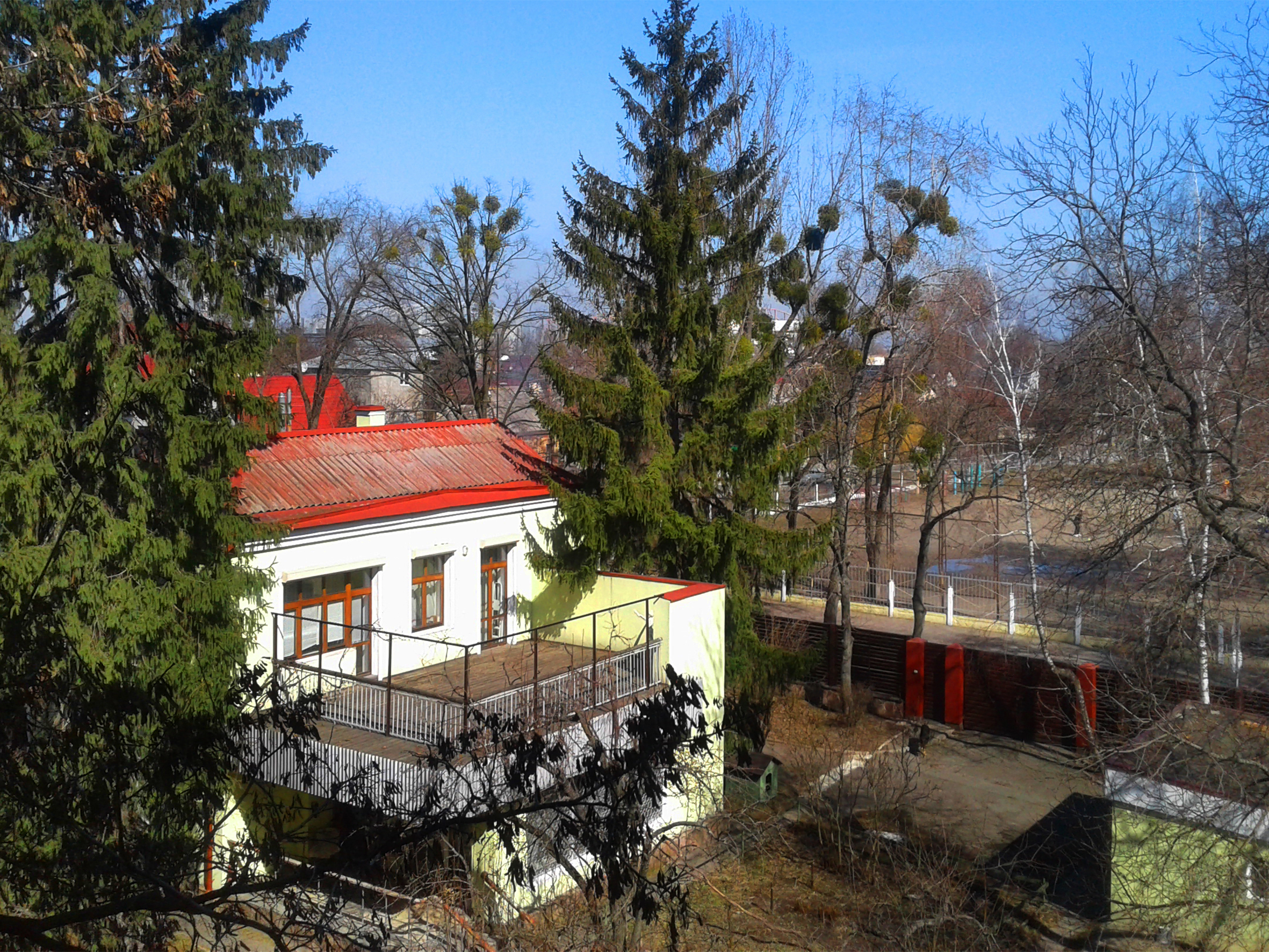
Будинок авіаконструктора Олега Антонова (вулиця Олександра Оксанченка, 1)
Меморіальна дошка на будинку Олега Антонова

## Наслідки російської атаки 24 квітня 2025

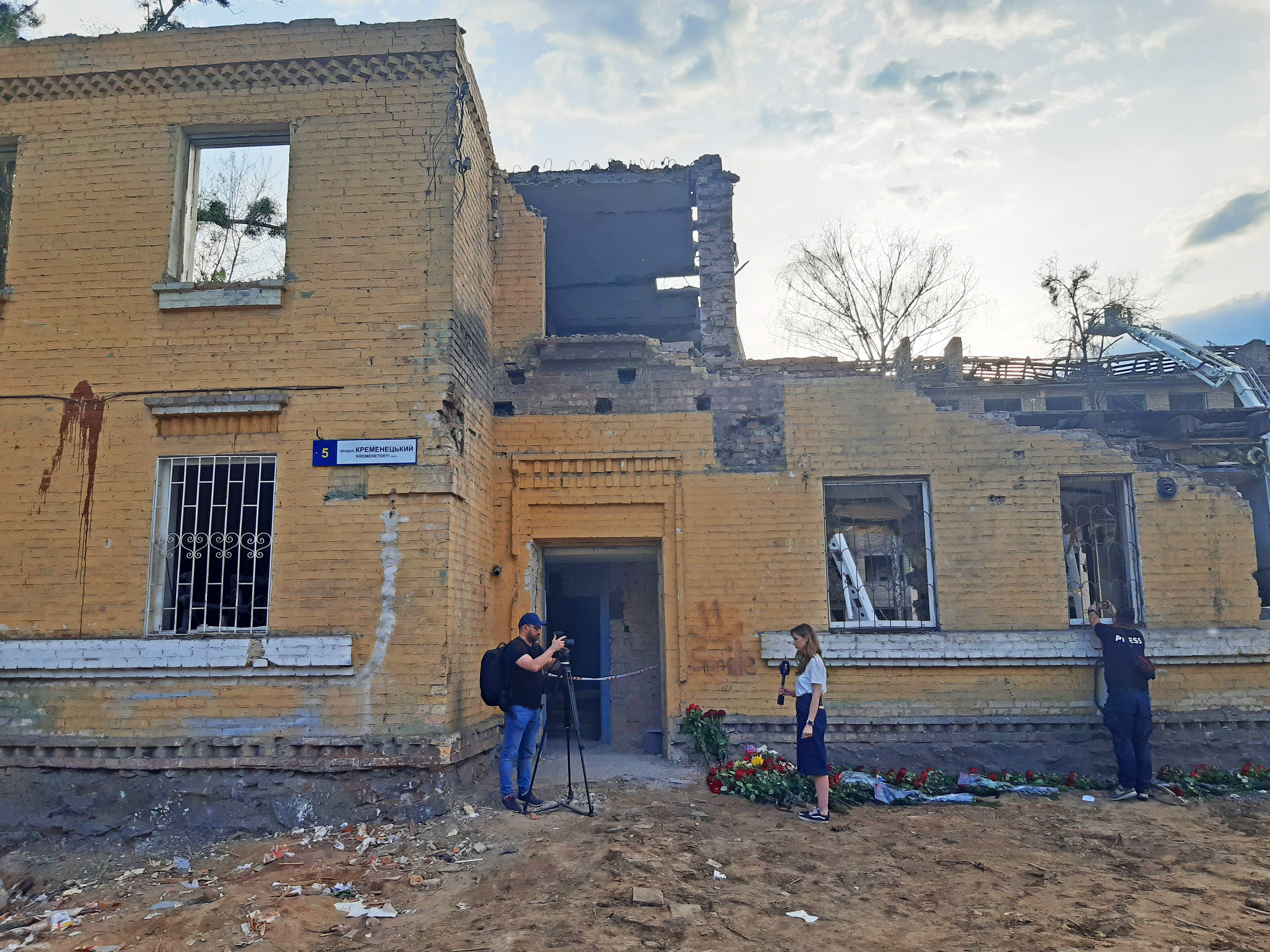
Руїни будинку у Кременецькому провулку, 5
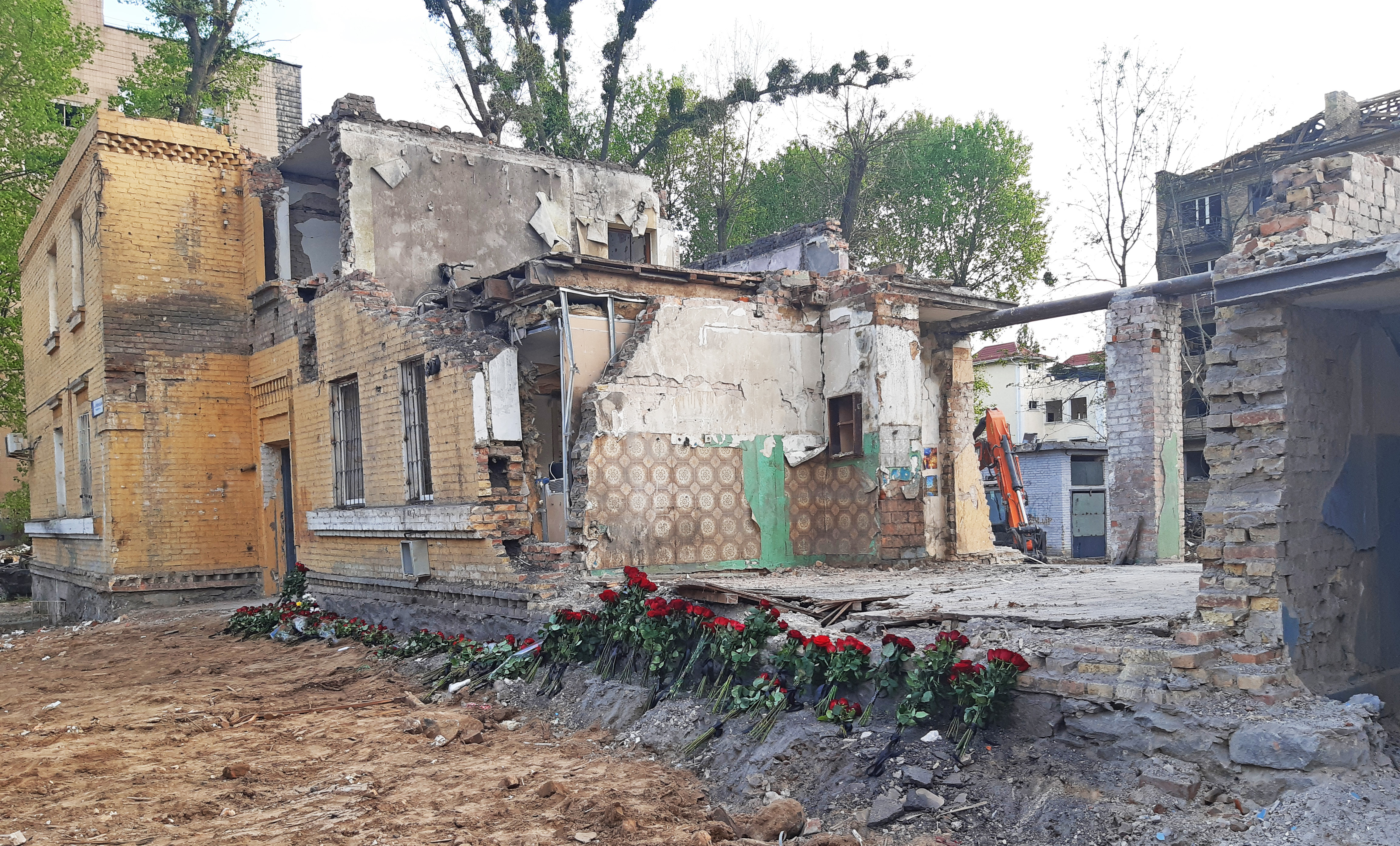
Унаслідок удару в будинку загинули мешканці
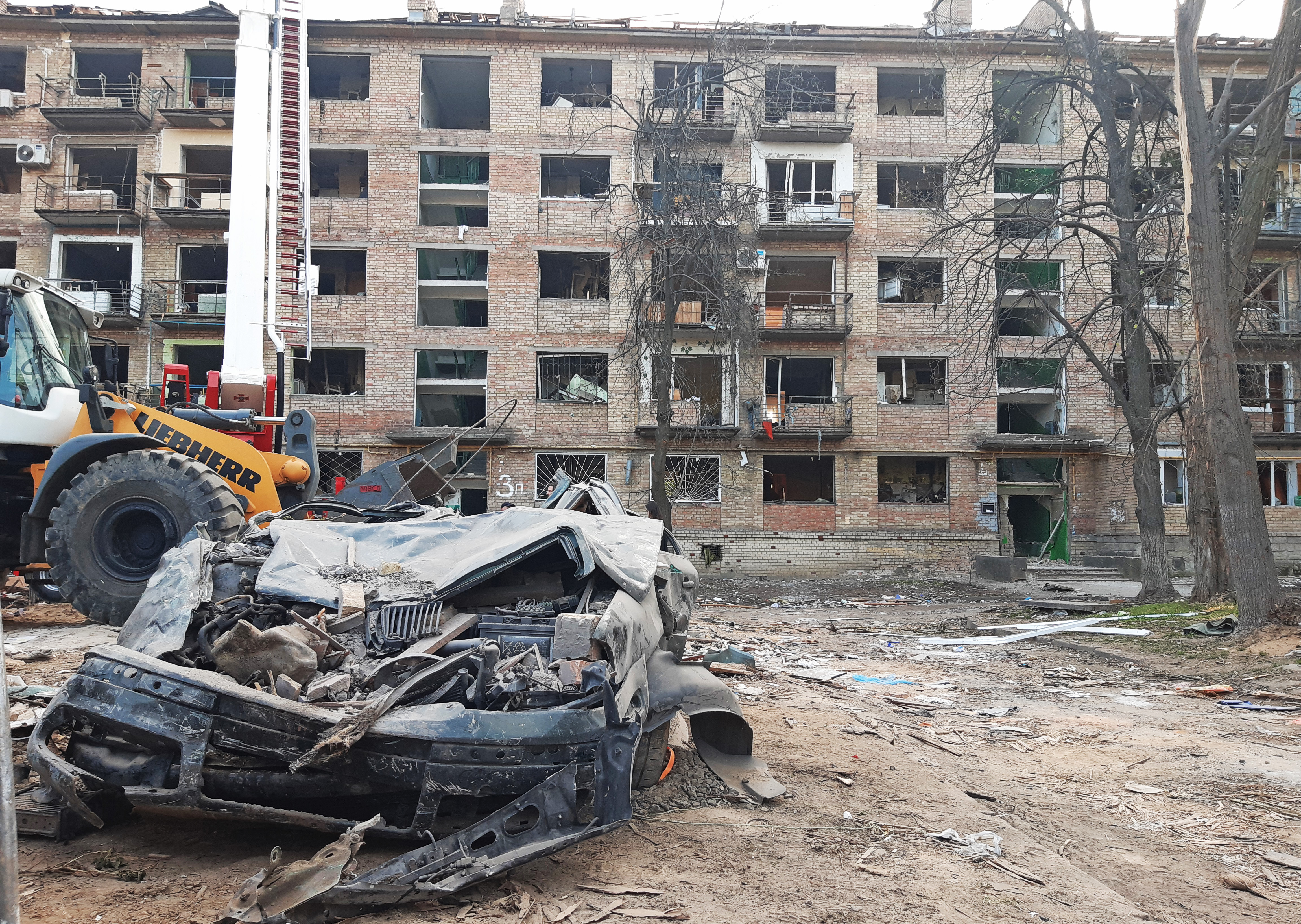
Руїни
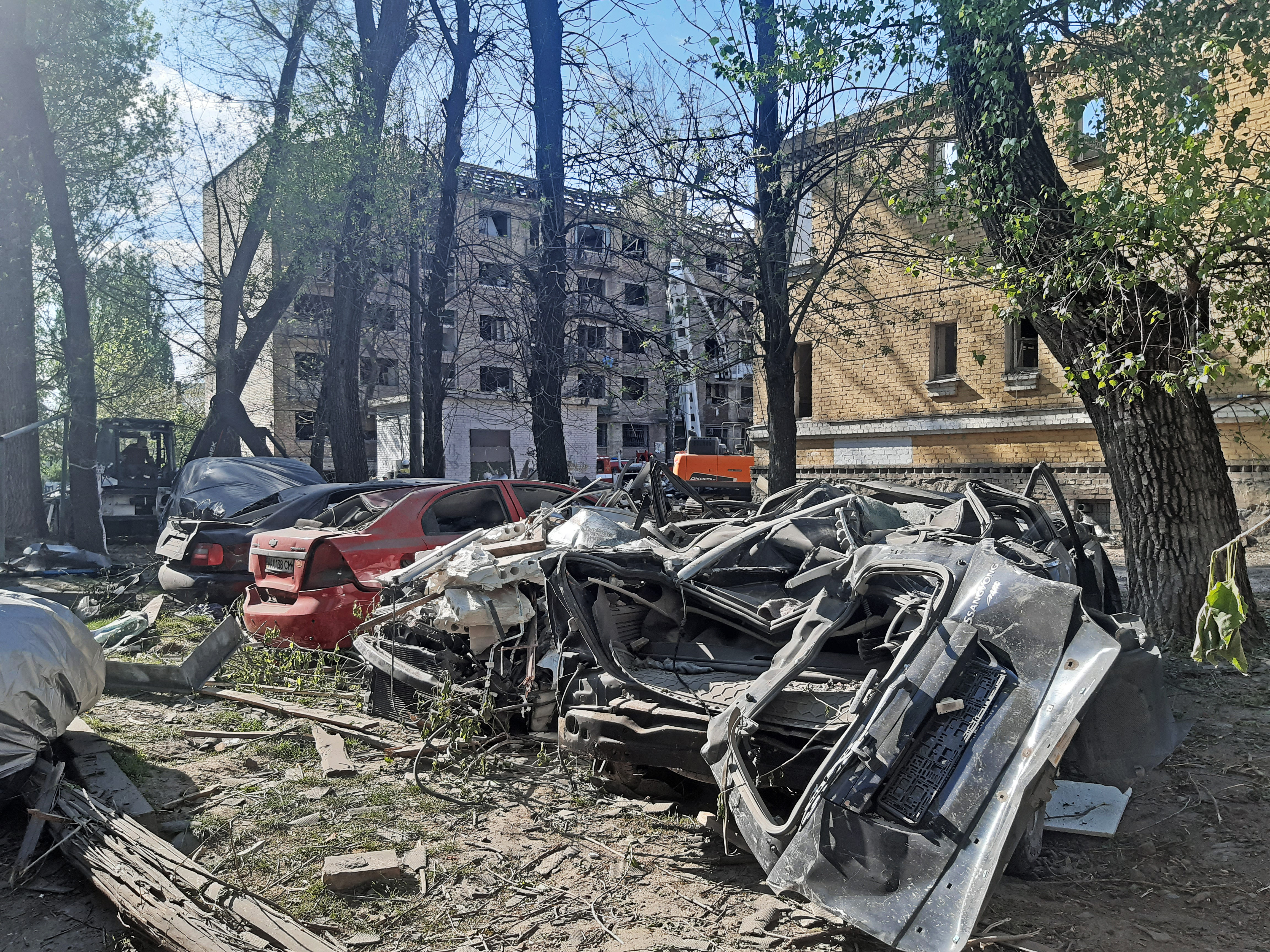
Наслідки російської атаки
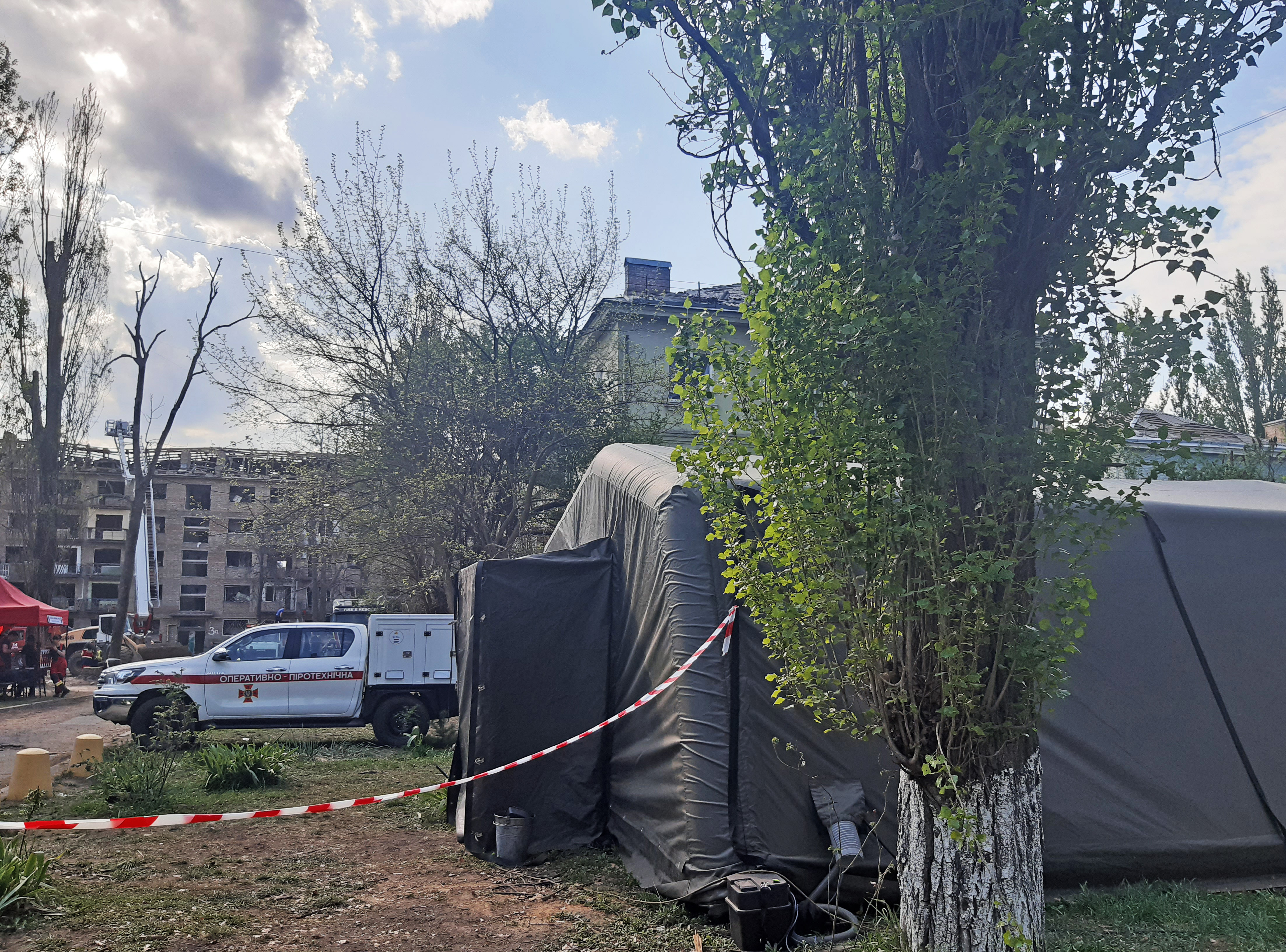
Пункти допомоги постраждалим
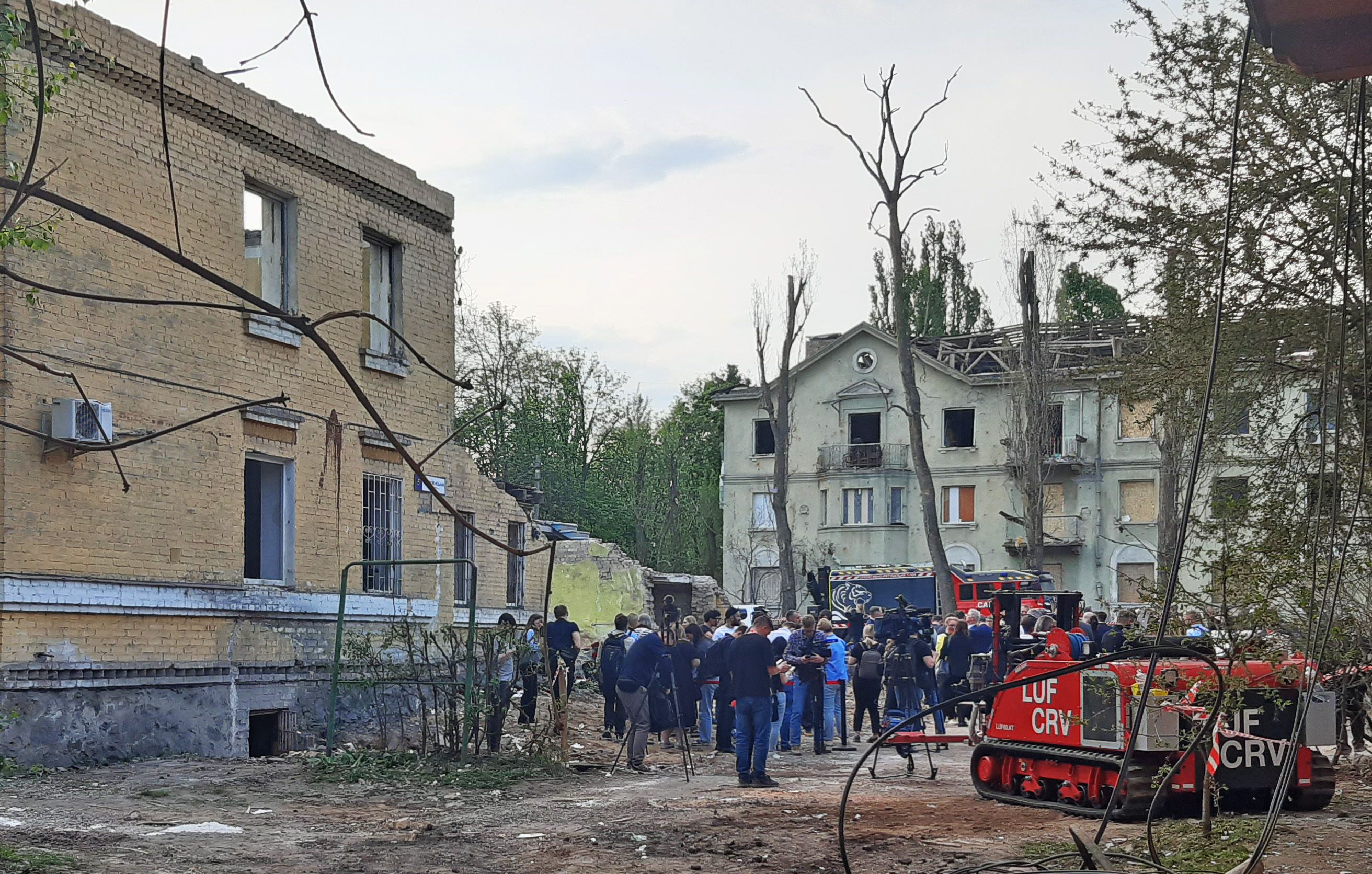
Вшанування Володимиром Зеленським і посадовцями загиблих
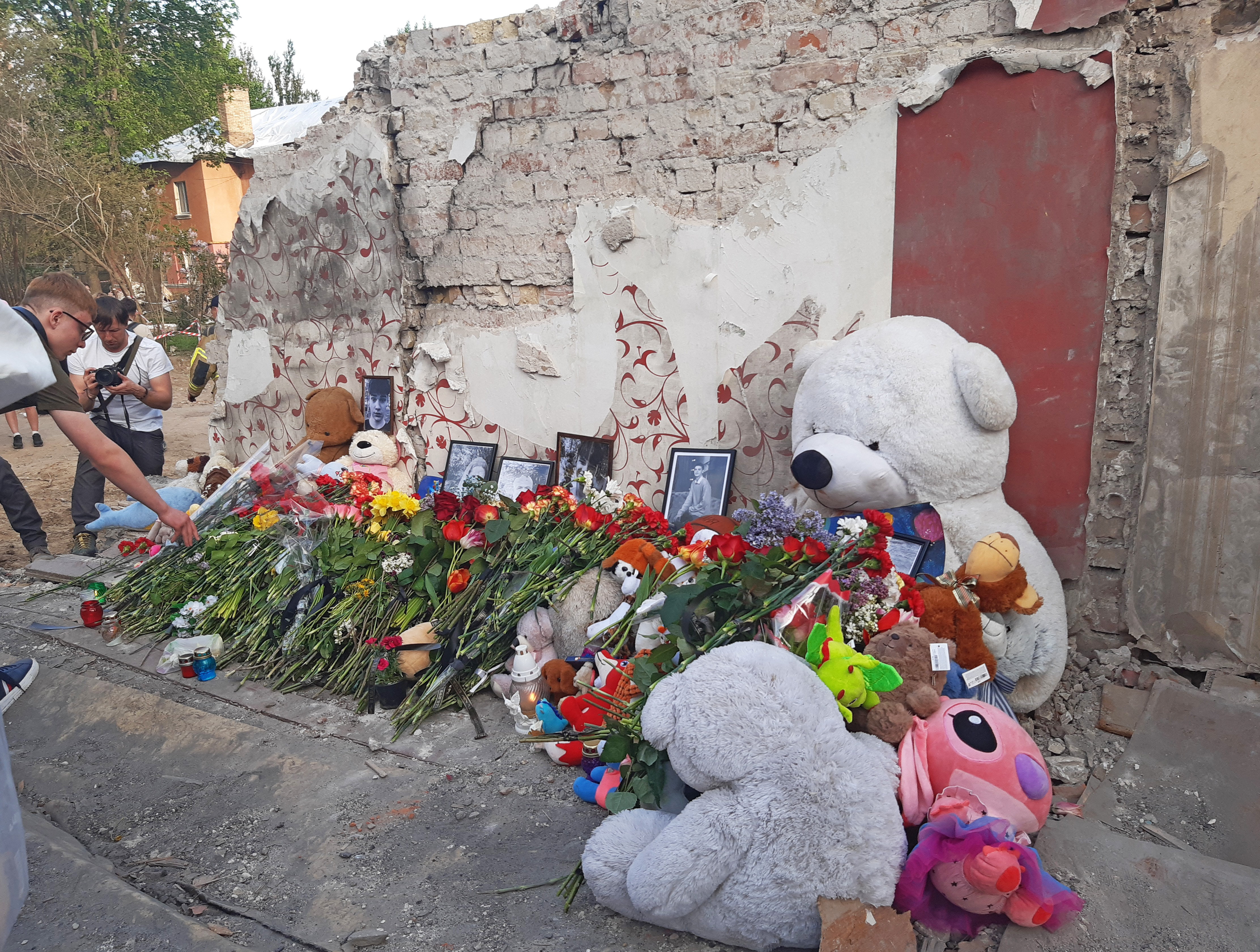
Біля стіни зруйнованого будинку у Кременецькому провулку